# جودي إيفانز
جودي إيفانز (بالإنجليزية: Jodie Evans)‏ (من مواليد 22 سبتمبر 1954) ناشطة سياسية أمريكية ومؤلفة ومنتجة أفلام وثائقية. تصف نشاطها بأنه عمل من أجل السلام والعدالة والقضايا البيئية وحقوق المرأة. سافرت على نطاق واسع للترويج لما وصفته بحل للنزاع بالطرق السلمية، ويشمل ذلك قيادتها لوفود «دبلوماسية المواطنين» إلى إيران وقطاع غزة وأفغانستان.
خدمت إيفانز في المجلس الاستشاري لحاكم كاليفورنيا جيري براون وأدارت حملته عام 1992 للرئاسة.
إيفانز هي أحد مؤسسي المنظمة النسائية الناشطة «كود بينك» المناهضة للحرب. تعمل حاليًا أيضًا كرئيسة لمجلس إدارة شبكة العمل من أجل الغابات المطيرة، وهي منظمة مهمتها الحفاظ على الغابات وحماية المناخ ودعم حقوق الإنسان من خلال تحدي سلطة الشركات والظلم المنهجي من خلال المشاركات الميدانية والحملات الاستراتيجية.
كانت متزوجة من ماكس بالفسكي وبقيت حتى وفاته وتعيش حاليًا في فينسيا بولاية كاليفورنيا.

## نشأتها
ولدت إيفانز وترعرعت في لاس فيغاس بولاية نيفادا. أصبحت مهتمة أولًا بما وصفته بنشاط العدالة الاجتماعية عندما عملت كخادمة في فندق كبير في لاس فيجاس في سن المراهقة، وبعد تنظيمها لزملائها في العمل، قامت بمسيرة مؤيدة لما وصفته بالأجر المعيشي.

## الجدالات
تشمل أعمال الاحتجاج التي قامت بها كود بينك تعطيل خطاب سارة بالين في المؤتمر الوطني للحزب الجمهوري في عام 2008، وفي عام 2009، قادت احتجاجًا في سانتا مونيكا ضد شركة أهافا الإسرائيلية لمستحضرات التجميل. عند عودتها من أفغانستان، سلمت توقيعات من نساء من ذلك البلد ومن الولايات المتحدة إلى الرئيس أوباما تطلب منه عدم إرسال قوات جديدة إلى النزاع هناك. في مارس 2010، أثناء توقيع كتاب لكارل روف، تسببت هي وأعضاء آخرين في كود بينك في حدوث اضطرابات. أثناء ذلك، صعدت إيفانز على المسرح واتجهت نحو روف حاملةً زوج من الأصفاد، معلنةً أنها كانت تقوم باعتقاله كمواطنة.
في صيف عام 2010، نشأ جدل حول ملاحظات إيفانز المزعومة لعام 2008 التي وجهتها لديبي لي، والدة جندي أمريكي قتل في العراق بقولها لها «ابنك يستحق أن يموت في العراق إذا كان غبيًا بما يكفي للذهاب إلى هناك». كررت المرشحة الجمهورية ميج ويتمان هذه الجملة كتهمة في حملتها لحكم ولاية كاليفورنيا عام 2010، مطالبةً جيري براون بإعادة الأموال من حملة لجمع التبرعات استضافتها إيفانز. في وقت لاحق خلال الجدل، أخبرت لي صحيفة سان فرانسيسكو كرونيكل أنها لا تستطيع التعرف على إيفانز وأنها لم تكن متأكدة من الذي أدلى بهذه الملاحظة المهينة.
في 30 يناير 2011، قُبض على إيفانز بسبب سلوكها التخريبي في فندق رانشو ميراج حيث كانت تقود مظاهرة ضد ديفيد كوك وتشارلز كوك بسبب دعمهما المالي لجزء من حركة الشاي.

## الكتب
- شفق الإمبراطورية: ردود على الاحتلال (2004) (محررة مشاركة)[16]
- أوقفوا الحرب التالية الآن: ردود فعالة على العنف والإرهاب (2005) (محررة مشاركة)[17]

## الأفلام
- أولويز إن سيزون (2019) (منتجة تنفيذية مشاركة)[18]
- شادو وورلد (2016) (منتجة تنفيذية مشاركة)[19]
- ذيس تشينج إيفري ثينغ (2015) (منتجة التنفيذية)[20]
- ذا برينووشينغ أوف ماي داد (2015) (منتجة تنفيذية)[21]
- ذا يس مين أر ريفولتينغ (2014)[22]
- وي أر ماني (2014)[23]
- جور فيدال: ذا يونايتد ستيتس أوف أمنيزيا (2013) (ظهرت في الفيلم كنفسها)[24]
- ذا سكوير (الميدان) (2013) (منتجة تنفيذية)[20]
- روتيد إن بيس (2012) (ظهرت في الفيلم كنفسها)[25]
- ذا بيبول سبيك (2009) (منتجة)[26]
- ذا موست دينجروس مان إن أمريكا: دانيال إلسبرغ أند ذا بينتغون بيبرز (2009) (منتجة تنفيذية)[27]
- ساوث سينترال فارم: أواسيس إن إيه كونكريت ديزرت (2008) (منتجة تنفيذية)[28]
- ذا غراوند تروث: أفتر ذا كيلينغ إندز (2006) (منتجة تنفيذية)[29]
- ستريبد أند تيزد: تيلز فروم لاس فيغاس وومين (1999) (منتجة)[30]